# Gruzja na Zimowych Igrzyskach Olimpijskich 2022
Gruzja na Zimowych Igrzyskach Olimpijskich 2022 – występ kadry sportowców reprezentujących Gruzję na igrzyskach olimpijskich, które odbyły się w Pekinie, w Chińskiej Republice Ludowej, w dniach 4-20 lutego 2022 roku.
Reprezentacja Gruzji liczyła dziewięcioro zawodników – cztery kobiety i pięciu mężczyzn.
Był to ósmy start Gruzji na zimowych igrzyskach olimpijskich.

## Reprezentanci

### Łyżwiarstwo figurowe
| Zawodnik                         | Konkurencja   | SP / RD | SP / RD | FS / FD | FS / FD | Nota łączna | Nota łączna | Źródło      |
| Zawodnik                         | Konkurencja   | Punkty  | Poz.    | Punkty  | Poz.    | Punkty      | Poz.        | Źródło      |
| -------------------------------- | ------------- | ------- | ------- | ------- | ------- | ----------- | ----------- | ----------- |
| Karina Safina Łuka Bieruława     | pary sportowe | 66,11   | 9. Q    | 126,33  | 8.      | 192,44      | 9.          | [ 1 ] [ 2 ] |
| Anastasija Gubanowa              | solistki      | 65,40   | 10. Q   | 135,58  | 10.     | 200,98      | 11.         | [ 3 ]       |
| Marija Kazakowa Gieorgij Riewija | pary taneczne | 67,08   | 18. Q   | 97,25   | 19.     | 164,33      | 19.         | [ 4 ] [ 5 ] |
| Moris Kwitiełaszwili             | soliści       | 97,98   | 5. Q    | 170,64  | 11.     | 268,62      | 10.         | [ 6 ]       |

Drużynowo
| Zawodnicy | Konkurencja      | Soliści       | Soliści | Solistki      | Solistki | Pary sportowe | Pary sportowe | Pary taneczne | Pary taneczne | Wynik  | Wynik   | Źródło |
| Zawodnicy | Konkurencja      | SP            | FS      | SP            | FS       | SP            | FS            | RD            | FD            | Punkty | Miejsce |        |
| --- | ---------------- | ------------- | ------- | ------------- | -------- | ------------- | ------------- | ------------- | ------------- | ------ | ------- | ------ |
| Moris Kwitiełaszwili, Anastasija Gubanowa, Karina Safina / Łuka Bieruława, Marija Kazakowa / Gieorgij Riewija | zawody drużynowe | 92,37 (7 pkt) | NQ      | 67,56 (7 pkt) | NQ       | 64,79 (5 pkt) | NQ            | 64,60 (3 pkt) | NQ            | 22     | 6. NQ   | [ 7 ]  |

### Narciarstwo alpejskie
| Zawodnik       | Konkurencja            | 1 przejazd | 1 przejazd | 2 przejazd | 2 przejazd | Łącznie | Łącznie | Źródło |
| Zawodnik       | Konkurencja            | Czas       | Pozycja    | Czas       | Pozycja    | Czas    | Pozycja | Źródło |
| -------------- | ---------------------- | ---------- | ---------- | ---------- | ---------- | ------- | ------- | ------ |
| Soso Japaridze | slalom mężczyzn        | 1:02,02    | 41.        | 55,87      | 30.        | 1:57,89 | 32.     | [ 8 ]  |
| Soso Japaridze | slalom gigant mężczyzn | DNF        | DNF        | NQ         | NQ         | DNF     | DNF     | [ 8 ]  |
| Nino Ciklauri  | slalom kobiet          | 1:00,11    | 47.        | 1:00,37    | 42.        | 2:00,48 | 42.     | [ 9 ]  |
| Nino Ciklauri  | slalom gigant kobiet   | 1:04,49    | 41.        | 1:05,38    | 35.        | 2:09,87 | 34.     | [ 9 ]  |

### Saneczkarstwo
| Zawodniczka         | Konkurencja      | 1. przejazd | 1. przejazd | 2. przejazd | 2. przejazd | 3. przejazd | 3. przejazd | 4. przejazd | 4. przejazd | Suma     | Suma    | Źródło |
| Zawodniczka         | Konkurencja      | Czas        | Miejsce     | Czas        | Miejsce     | Czas        | Miejsce     | Czas        | Miejsce     | Czas     | Miejsce | Źródło |
| ------------------- | ---------------- | ----------- | ----------- | ----------- | ----------- | ----------- | ----------- | ----------- | ----------- | -------- | ------- | ------ |
| Saba Kumaritashvili | jedynki mężczyzn | 1:00,211    | 30.         | 1:00,146    | 32.         | 1:00,036    | 31.         | NQ          | NQ          | 3:00,393 | 31.     | [ 10 ] |